# Mario Astorri
Mario Astorri (ur. 7 sierpnia 1920 w Cadeo; zm. 3 grudnia 1989 w Kopenhadze) – włoski piłkarz, grający na pozycji napastnika, trener piłkarski.

## Kariera piłkarska
W 1939 rozpoczął karierę piłkarską w drużynie Mestre, dokąd przeprowadziła się jego rodzina w poszukiwaniu pracy. Potem występował w klubach Schio, Ferrara, Venezia i SPAL. W sezonie 1946/47 bronił barw Juventusu. Następnie do 1957 grał w Atalancie, Napoli, Monza i Cenisia.

## Kariera trenerska
W 1957 roku rozpoczął pracę trenerską w Meda. W następnym sezonie 1958/59 stał na czele Falck & Arcore. W 1962 wyjechał do Danii, gdzie potem prowadził kluby Horsholm, Køge BK i AB. W 1968 został mianowany na selekcjonera reprezentacji Danii, ale wkrótce wrócił do pracy w klubie. Potem do 1978 kierował drużynami Hvidovre IF, Holbæk B&I, KB i Hellerup IK.
Zmarł w 1989 roku w wieku 69 lat.

## Sukcesy i odznaczenia

### Sukcesy klubowe
Juventus
- wicemistrz Włoch: 1946/47

Napoli
- mistrz Serie B: 1949/50

### Sukcesy trenerskie
AB
- mistrz Danii: : 1967

KB
- mistrz Danii: 1974